# Silo (opslagplaats)

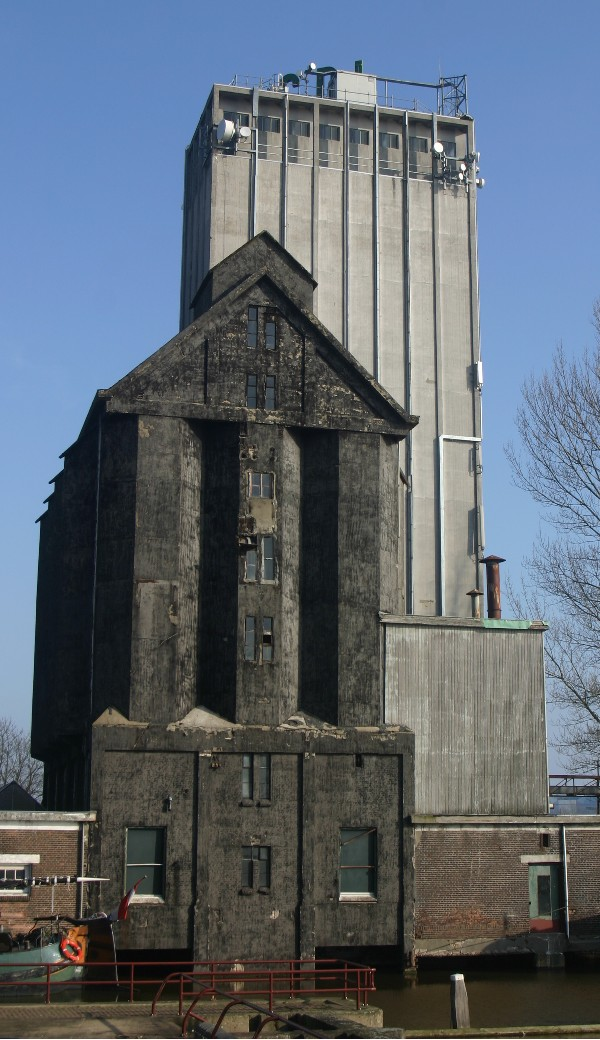
Betonnen silo's in Deventer uit 1924 (links) en 1961

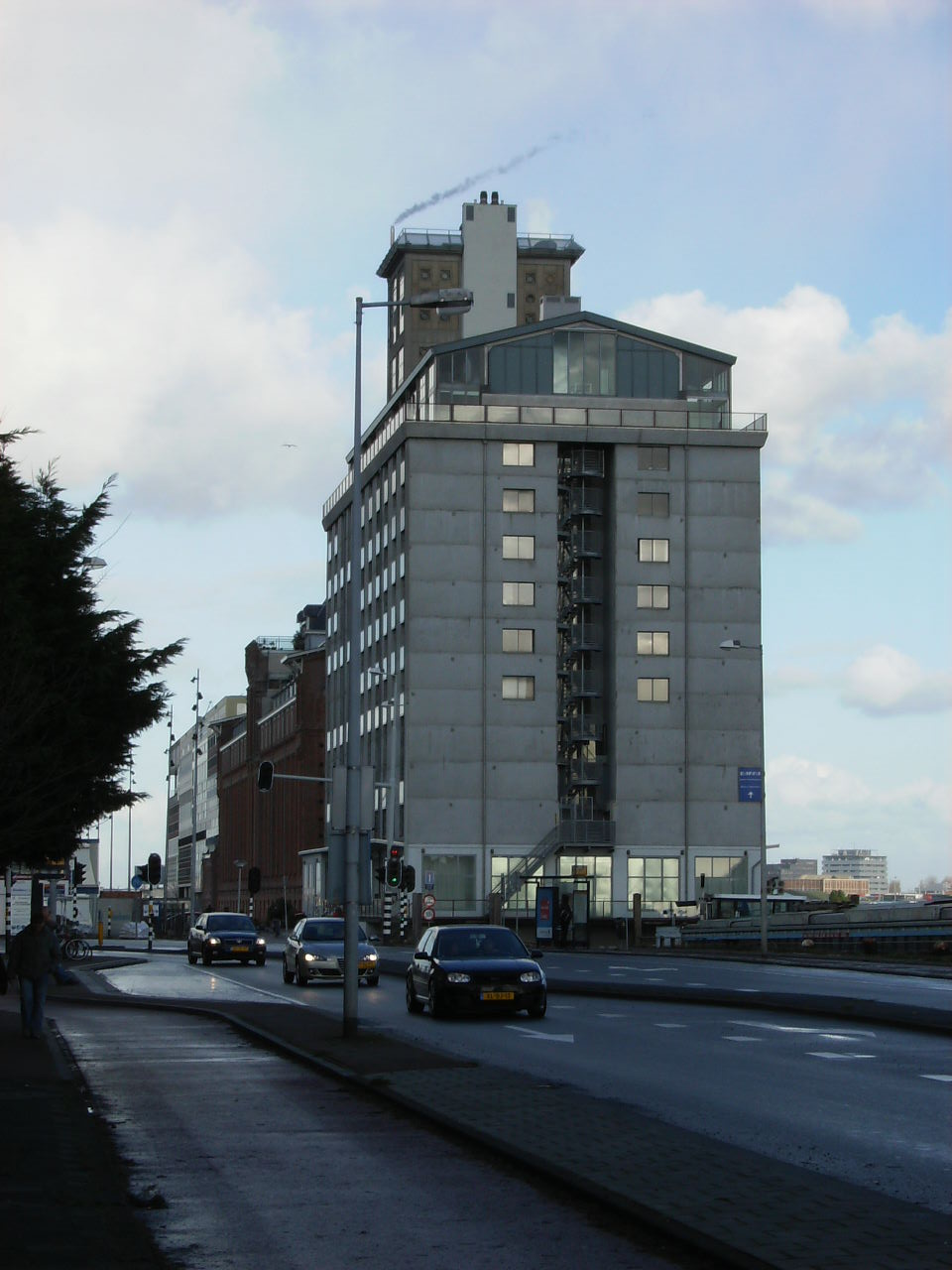
silo in Amsterdam verbouwd tot appartementencomplex

Een silo is een opslagplaats voor stort- of bulkgoederen in de vorm van poeders of korrelvormige producten zoals graan, kolen, cement, veevoer, zand, grind, kunstmest, enzovoort.

## Algemeen
Silo's kunnen cilindervormige of vierkante torens zijn. Met een silo kan ook een kuil bedoeld worden. Vroeger werd bijvoorbeeld gras letterlijk in een kuil opgeslagen. Tegenwoordig is dat een opslagplaats die aan drie zijden is voorzien van een betonnen wand, waardoor een grote berg te maken is, maar deze wordt nog altijd 'kuil' genoemd.
Silo's vindt men langs belangrijke transportroutes voor trein, schip, en bulkauto om de bulkgoederen aan te voeren of te distribueren. Ook raketten worden in ondergrondse silo's opgeslagen, in raketsilo's.

## Betonnen silo's
In Deventer zijn er twee historische, betonnen silo's, bekend als de Zwarte Silo en de Grijze Silo.
- De eerstgenoemde, uit 1924, is een cellensilo voor 1500 ton. De architect is M. van Harte. De silo telt 30 cellen, waarvan 14 grote rechthoekige cellen (als uitsteeksels op de foto te zien). De kleinere cellen worden door de restruimtes gevormd. De silo is vergelijkbaar met een silo uit 1918 van de Meelfabriek Meneba te Rotterdam van de architect Michiel Brinkman.

- De Grijze Silo uit 1961 is een cellensilo voor 3500 ton. Deze laatste is in drie weken tijd met glijbekisting gebouwd. Bij deze techniek wordt ononderbroken gebouwd: zodra het beton hard is wordt de bekisting verder omhooggetrokken. Deze techniek is ideaal voor dergelijke silo's. Destijds was dit de hoogste silo in zijn soort (betongietbouw). In Lochem staat een vrijwel identiek, maar nét iets hoger exemplaar, dat kort na die van Deventer is gebouwd.

## Rechthoekige stalen silo's
Deze toepassing vindt men vooral terug bij de veevoedingsindustrie, opslag van koffie en cacaobonen, huisdiervoer, houten pellets en dergelijke. De wanden bestaan uit damwanden (enkelvoudig) of gladwanden (dubbel) en worden in verschillende elementen opgebouwd. Op hetzelfde grondoppervlak kan een rechthoekige silo 27% meer inhoud bevatten dan een cilindervormige. Bovendien heeft dit type silo's een zelfdragende structuur, waardoor het flexibel is.

## Typen
Silo's kunnen zijn uitgevoerd in verschillende vormen en materialen:
- gewapend beton, voorgespannen beton
- rechthoekige stalen silo's
- vezelversterkte kunststof
- roestvast staal
- aluminium
- flexibele silo's van speciaal textiel
- silo's met mengsystemen